# شافع بن علي المصري
شافع بن علي المصري، هو ناصر الدين شافع بن علي بن عباس الكناني العسقلاني المصري، كاتب سيرة ومؤرخ وشاعر وقائد عسكري مصري شارك في فتوحات الجيش المصري في عهد السلطان المنصور سيف الدين قلاوون.

## حياته
ولد شافع بن علي المصري عام (1251-1330م) بالقاهرة في مصر، نشأ في أسرة مشهورة بالعلم والثقافة.

## الحرب
في عام 1281، تحرك الجيش المصري بقيادة السلطان المصري المنصور قلاوون نحو بلاد الشام لمواجهة جيوش المغول بالقرب من حمص. وكان شافع بن علي من أصحاب المنصور قلاوون، لأنه كان يومئذ مسؤولاً عن ديوان الإنشاء المصري والرسائل، حارب شافع بن علي ضد المغول بشجاعة، أثناء القتال أصيب شافع بن علي بسهم مغولي مما أدى إلى إصابته بالعمى، بعدها اتجه شافع بن علي إلى الكتابة والتاليف.

## كتبه
ألف شافع بن علي العديد من الكتب، أشهرها سيرة السلطان المنصور قلاوون، وهو الكتاب المعروف بالفضل المؤثر من سيرة السلطان الملك المنصور، كما كتب عن سيرة الظاهر بيبرس، والأشرف خليل بن قلاوون، والناصر محمد بن قلاوون.
وتعتبر كتبه من أهم الكتب التاريخية عن عصر السلاطين وفي مصر المعروف بالعصر المملوكي.

## موته
مات عن عمر يناهز 79 عامًا، توفي شافع بن علي المصري في عهد سلطان مصر الناصر محمد بن قلاوون عام 1330، عند وفاته ترك شافع بن علي المصري وراءه 20 خزانة مليئة بالكتب.